# Thor: Mroczny świat
Thor: Mroczny świat (oryg. Thor: The Dark World) – amerykański film akcji z elementami science fantasy z 2013 roku na podstawie serii komiksów o superbohaterze o imieniu Thor wydawnictwa Marvel Comics. Za reżyserię odpowiadał Alan Taylor na podstawie scenariusza Christophera Yosta, Christophera Markusa i Stephena McFeelya. Tytułową rolę zagrał Chris Hemsworth, a obok niego w rolach głównych wystąpili: Natalie Portman, Tom Hiddleston, Anthony Hopkins, Stellan Skarsgård, Idris Elba, Christopher Eccleston, Adewale Akinnuoye-Agbaje, Kat Dennings, Ray Stevenson, Zachary Levi, Tadanobu Asano, Jaimie Alexander i Rene Russo.
W filmie Thor i Loki łączą siły w obronie Dziewięciu Krain przed Mrocznymi Elfami pod wodzą Malekitha, który planuje pogrążyć świat w ciemnościach.
Thor: Mroczny świat wchodzi w skład II Fazy Filmowego Uniwersum Marvela. Jest to ósmy film należący do tej franczyzy i tworzy on jej pierwszy rozdział zatytułowany Saga Nieskończoności. Jest kontynuacją filmu Thor z 2011 roku. Trzeci film, Thor: Ragnarok, miał premierę w 2017, a czwarta część, Thor: Miłość i grom w 2022 roku.
Światowa premiera filmu miała miejsce 22 października 2013 roku w Londynie. W Polsce zadebiutował on 8 listopada tego samego roku. Przy budżecie 170 milionów dolarów Thor: Mroczny świat zarobił prawie 655 milionów dolarów. Film otrzymał również przeważnie pozytywne oceny od krytyków.

## Streszczenie fabuły
Wieki temu Bor, ojciec Odyna, walczył z Mrocznymi Elfami dowodzonymi przez Malekitha pragnącego zniszczyć świat za pomocą broni o nazwie Eter. Po pokonaniu sił Malekitha, Bor zabezpiecza Eter w kamiennej kolumnie w Svartalfheimie. Malekith, jego porucznik Algrim i garstka Mrocznych Elfów uciekają i zapadają w letarg .
Współcześnie w Asgardzie Loki przebywa w więzieniu za zaatakowanie Ziemi. Thor z wojownikami: Volstaggiem, Fandralem, Hogunem i Sif toczą ostatnią bitwę w Vanaheimie po rekonstrukcji Bifröstu, który został zniszczony dwa lata wcześniej. W Asgardzie dowiadują się, że niebawem nastąpi zbliżenie się Dziewięciu Krain, które doprowadzi do połączenia się ich portalami pojawiającymi się w sposób losowy .
W Londynie astrofizyk doktor Jane Foster i jej stażystka Darcy Lewis udają się do opuszczonej fabryki, gdzie zaczęły się pojawiać portale oraz towarzyszące im zakłócenia praw fizyki. Foster zostaje teleportowana do innego świata, gdzie zostaje zainfekowana przez Eter. Haimdall informuje o tym Thora, a ten postanawia wyruszyć na Ziemię. Kiedy Thor odnajduje Foster, ta przypadkowo uwalnia z siebie pozaziemską siłę. Thor postanawia zabrać ją do Asgardu. Odyn odkrywa, że Foster ma w sobie Eter i ostrzega, że może to ją zabić .
Malekith wyczuwając aktywność Eteru razem ze swoimi poddanymi budzi się z letargu. Atakują Asgard, by go zdobyć, lecz Frigga poświęca swe życie, by ich powstrzymać i zmusić do ucieczki. Mimo sprzeciwu ojca, Thor werbuje Lokiego i razem z Foster zastawiają pułapkę na Malekitha w Svartalfheimie. W zamian za pomoc Thor proponuje Lokiemu zemstę za zabicie ich matki. Z pomocą Fandrala, Volstagga, Hoguna i Sif, Thor, Loki i Foster wydostają się z Asgardu przez tajemniczy portal .
Oszukując Malekitha, Loki oddaje mu Foster. Kiedy ten przejmuje od niej Eter, Thor próbuje zniszczyć substancję. Malekithowi udaje się połączyć z Eterem i ucieka na statek. Loki zostaje śmiertelnie ranny podczas walki z Algrimem. Thor obiecuje bratu, że poinformuje ojca o jego poświęceniu. Thor i Foster odkrywają kolejny portal w jaskini, dzięki któremu dostają się do Londynu. Tam spotykają się z Darcy i doktorem Erikiem Selvigiem. Dowiadują się, że Malekith chce zniszczyć świat za pomocą Eteru podczas zbliżenia się Dziewięciu Krain w Greenwich. Thor walczy z Malekithem. Za pomocą urządzeń Selviga Malekith zostaje przeniesiony do Svartalfheimu, gdzie zostaje zmiażdżony przez swój własny statek. Thor wraca do Asgardu, gdzie odrzuca ofertę ojca co do przejęcia tronu i informuje go o poświęceniu Lokiego. Kiedy odchodzi, postać Odyna okazuje się być Lokim w przebraniu .
W scenie pomiędzy napisami, Volstagg i Sif zanoszą Eter do Kolekcjonera i powierzają go jego opiece. W Asgardzie znajduje się już Tesseract, a nie chcą dopuścić, aby w jednym miejscu znajdowały się dwa Kamienie Nieskończoności. W scenie po napisach Jane i Thor są znów razem na Ziemi, a gdzieś w Londynie szaleje stworzenie z Jotunheimu, które przypadkowo zostało przeniesione przez jeden z portali .

## Obsada
| Polski dubbing |
| • Piotr Grabowski jako Thor • Anna Cieślak jako Jane Foster • Marcin Bosak jako Loki • Henryk Talar jako Odyn • Leon Charewicz jako Erik Selvig • Mirosław Zbrojewicz jako Heimdall • Rafał Rutkowski jako Malekith • Angelika Kurowska jako Darcy Lewis • Artur Dziurman jako Volstagg • Grzegorz Damięcki jako Fandral • Krzysztof Szczerbiński jako Hogun • Katarzyna Dąbrowska jako Sif • Joanna Jeżewska jako Frigga |

- Chris Hemsworth jako Thor, następca tronu Asgardu, syn Odyna i Friggi; jego bronią jest młot Mjølner, dzięki któremu może wzywać pioruny oraz nimi władać[6].
- Natalie Portman jako Jane Foster, astrofizyk, obiekt uczuć Thora[7].
- Tom Hiddleston jako Loki, adoptowany brat Thora[8].
- Anthony Hopkins jako Odyn, władca Asgardu, mąż Friggi, ojciec Thora i przybrany ojciec Lokiego[9].
- Stellan Skarsgård jako Erik Selvig, były profesor astrofizyki, mentor Jane Foster[10].
- Idris Elba jako Heimdall, asgardzki wartownik pilnujący mostu Bifröst[11].
- Christopher Eccleston jako Malekith, władca Mrocznych Elfów[12].
- Adewale Akinnuoye-Agbaje jako Algrim / Przeklęty, Mroczny Elf, zaufany i lojalny porucznik Malekitha, który by zgładzić Thora, staje się „Przeklętym”[13].
- Kat Dennings jako Darcy Lewis, politolog i asystentka Jane Foster[13].
- Ray Stevenson jako Volstagg, przyjaciel Thora, jeden z Trzech Wojowników[14].
- Zachary Levi jako Fandral, należący do Trzech Wojowników przyjaciel Thora[15].
- Tadanobu Asano jako Hogun, należący do Trzech Wojowników przyjaciel Thora[15].
- Jaimie Alexander jako Sif, asgardzka wojowniczka i przyjaciółka Thora z dzieciństwa[15].
- Rene Russo jako Frigga, królowa Asgardu, żona Odyna, matka Thora i przybrana matka Lokiego[16].

W filmie wystąpili również: Chris O’Dowd jako Richard, konkurent Jane Foster; Jonathan Howard jako Ian Boothby, stażysta Darcy; Alice Krige jako Eir, asgardski lekarz; Tony Curran jako Bor, ojciec Odyna oraz Clive Russell jako Tyr, dowódca armii Asgardu.
W rolach cameo pojawili się: twórca komiksów Marvela, Stan Lee jako pacjent szpitala psychiatrycznego, Chris Evans jako Kapitan Ameryka, iluzja stworzona przez Lokiego oraz w scenie po napisach Benicio del Toro jako Taneleer Tivan, kolekcjoner i Ophelia Lovibond jako jego pomocniczka, Carina.

## Produkcja

### Rozwój projektu

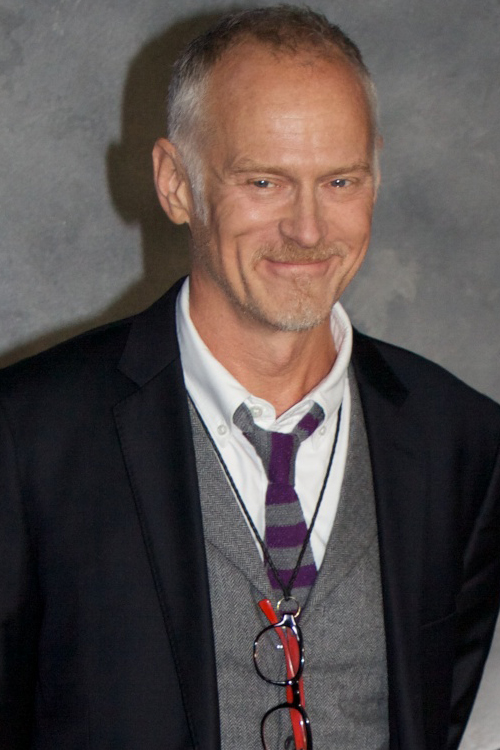
Alan Taylor, reżyser filmu

W kwietniu 2011 roku, przed premierą pierwszej części, szef Marvel Studios, Kevin Feige, poinformował, że planowany jest kolejny film o Thorze po wydaniu filmu Avengers. Później Feige doprecyzował, że ogłoszenie kolejnej części uzależnione jest od tego, jak poradzi sobie finansowo pierwszy film. W lipcu Don Payne został zatrudniony do napisania scenariusza. Również w tym samym miesiącu wyznaczono amerykańską datę premiery na 26 lipca 2013 roku. Poinformowano wtedy również, że Kenneth Branagh nie powróci na stanowisko reżysera. W sierpniu ujawniono, że Brian Kirk rozpoczął negocjacje ze studiem dotyczące wyreżyserowania filmu. We wrześniu poinformowano, że Kirk zrezygnował, a negocjacje dotyczące tego stanowiska rozpoczęła Patty Jenkins. Studio również rozważało na tym stanowisku Drew Goddarda, Jamesa McTeigue’a, Noama Murro i Brecka Eisnera.
W październiku oficjalnie poinformowało, że Jenkins zajmie się reżyserią filmu. Wtedy też zdecydowano o przesunięciu daty premiery filmu na 15 listopada. W grudniu Jenkins zrezygnowała z powodu różnic poglądowych. Jeszcze w tym samym miesiącu studio rozpoczęło poszukiwania nowego reżysera. Wśród kandydatów znaleźli się Alan Taylor i Daniel Minahan, natomiast John Collee, Robert Rodat i Roger Avary rozważani byli na stanowisku scenarzysty. Pod koniec miesiąca poinformowano, że Tylor zajmie się reżyserią. W styczniu 2012 roku ujawniono, że Rodat zajmie poprawą scenariusza. W maju data premiery została przyspieszona o tydzień, na 8 listopada. W lipcu 2012 roku ujawniono, że film zatytułowany będzie Thor: The Dark World. W październiku poinformowano, że nad scenariuszem pracowali Christopher Yost oraz duet Christopher Markus i Stephen McFeely.

### Casting
W marcu 2011 roku ujawniono, że Rene Russo podpisała kontrakt również na sequel. W czerwcu potwierdzono, że Chris Hemsworth powróci w roli Thora. We wrześniu Tom Hiddleston poinformował, że ponownie zagra Lokiego. W październiku ujawniono, że Natalie Portman powróci jako Jane Foster. W kwietniu 2012 roku ujawniono, że Ray Stevenson pownownie zagra Volstagga, a w maju, że powrócą Anthony Hopkins jako Odyn i Idris Elba jako Heimdall. W tym samym miesiącu Mads Mikkelsen rozpoczął rozmowy ze studiem dotyczące roli antagonisty filmu. W czerwcu potwierdzono, że Stellan Skarsgård po raz kolejny wystąpi w roli Erika Selviga, a Zachary Levi rozpoczął negocjacje dotyczące roli Fandrala. Joshua Dallas, który zagrał tę postać w pierwszym filmie, nie mógł powrócić do tej roli ze względu na zobowiązania na planie serialu Dawno, dawno temu.
W lipcu Mikkelsen poinformował, że nie zagra w filmie ze względu na prace przy serialu Hannibal. W sierpniu do obsady dołączyli: Christopher Eccleston jako Malekith, Adewale Akinnuoye-Agbaje jako Algrim, Kat Dennings jako Darcy Lewis, Jaimie Alexander jako Sif i Tadanobu Asano jako Hogun oraz potwierdzono angaż Leviego. We wrześniu ujawniono, że Clive Russell zagra Tyra.

### Zdjęcia i postprodukcja

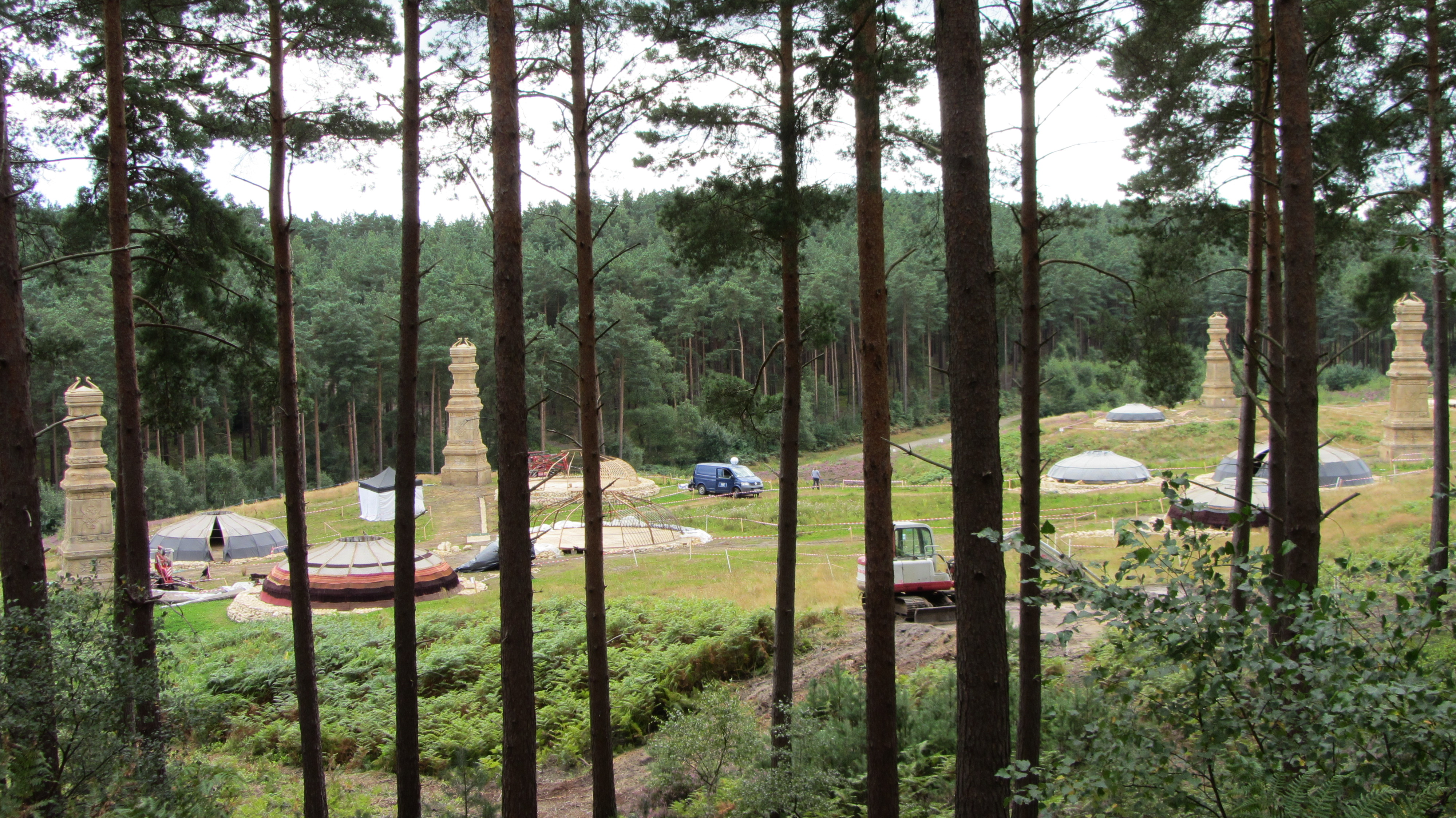
Plan zdjęciowy filmu w Bourne Wood w hrabstwie Surrey

Zdjęcia do filmu rozpoczęły się 10 września 2012 roku w Bourne Wood, w hrabstwie Surrey w Anglii pod roboczym tytułem Thursday Mourning. 12 października produkcja przeniosła się na Islandię, gdzie zrealizowano zdjęcia w dolinie Dómadalur, w kanionach Skeiðarársandur i Fjaðrárgljúfur oraz nad wodospadem Skógafoss. Pod koniec tego samego miesiąca nakręcono sceny w pobliżu Old Royal Naval College na Greenwich w Londynie. Od października do grudnia zdjęcia realizowano również w Shepperton Studios i Longcross Studios. Zdjęcia nakręcono również na Wembley, Borough Market, w Hayes i Stonehenge. Prace na planie zakończyły się 15 stycznia 2013 roku. Za zdjęcia odpowiadał Kramer Morgenthau. Scenografią zajął się Charles Wood, a kostiumy zaprojektowała Wendy Partridge.
Dodatkowe zdjęcia do filmu zrealizowano na przełomie lipca i sierpnia 2013 roku. Scenę po napisach wyreżyserował James Gunn. Montażem zajęli się Wyatt Smith i Dan Lebental. Efekty specjale zostały stworzone przez studia produkcyjne: Double Negative, The Third Floor, Method Studios, Luma Pictures i Blur Studio, a odpowiadali za nie Jake Morrison i Diana Giorgiutti.
Double Negative stworzyło znaczną część efektów specjalnych do filmu, w tym: wygląd Asgardu, scenę odbudowy Bifröstu, transformację Algrima w Przeklętego, atak Mrocznych Elfów na Asgard, sceny w Svartalfheim, sceny na Greenwich oraz ucieczkę Thora, Lokiego i Jane Foster z Asgardu. Blur Studio pracowało nad prologiem filmu. Luma Pictures odpowiadało między innymi za scenę walki w Vanaheim i scenę w pokoju medycznym w Asgardzie. Method Studios stworzyło sceny walki podczas koniunkcji.

## Muzyka
W sierpniu Patrick Doyle, który skomponował muzykę do pierwszej części poinformował, że rozmawiał z reżyserem na temat ewentualnego powrotu do pracy nad muzyką do filmu. W kwietniu 2013 roku poinformowano, że Carter Burwell został zatrudniony do skomponowania muzyki do filmu, jednak w następnym miesiącu zrezygnował. W czerwcu ujawniono, że zastąpił go Brian Tyler. Ścieżka dźwiękowa została nagrana przez Philharmonia Orchestra i London Philharmonic Orchestra w Abbey Road Studios w Londynie pod kierownictwem Tylera i Allana Wilsona. Partie wokalne zostały wykonane przez Tori Letzler. Album z muzyką Tylera, Thor: The Dark World Original Motion Picture Soundtrack, został wydany cyfrowo 28 października 2013 roku, a wersja CD pojawiła się na rynku 12 listopada tego samego roku dzięki Hollywood Records.
| Thor: The Dark World Original Motion Picture Soundtrack – 2013 | Thor: The Dark World Original Motion Picture Soundtrack – 2013 | Thor: The Dark World Original Motion Picture Soundtrack – 2013 | Thor: The Dark World Original Motion Picture Soundtrack – 2013 |
| Nr                                                             | Tytuł utworu                                                   | Muzyka                                                         | Długość                                                        |
| -------------------------------------------------------------- | -------------------------------------------------------------- | -------------------------------------------------------------- | -------------------------------------------------------------- |
| 1.                                                             | „Thor: The Dark World”                                         | B. Tyler                                                       | 2:10                                                           |
| 2.                                                             | „Lokasenna”                                                    | B. Tyler                                                       | 2:31                                                           |
| 3.                                                             | „Asgard”                                                       | B. Tyler                                                       | 1:55                                                           |
| 4.                                                             | „Battle of Vanaheim”                                           | B. Tyler                                                       | 1:39                                                           |
| 5.                                                             | „Origins”                                                      | B. Tyler                                                       | 3:49                                                           |
| 6.                                                             | „The Trial of Loki”                                            | B. Tyler                                                       | 2:38                                                           |
| 7.                                                             | „Into Eternity”                                                | B. Tyler                                                       | 3:40                                                           |
| 8.                                                             | „Escaping the Realm”                                           | B. Tyler                                                       | 3:53                                                           |
| 9.                                                             | „A Universe from Nothing”                                      | B. Tyler                                                       | 2:20                                                           |
| 10.                                                            | „Untouchable”                                                  | B. Tyler                                                       | 4:08                                                           |
| 11.                                                            | „Thor, Son of Odin”                                            | B. Tyler                                                       | 1:51                                                           |
| 12.                                                            | „Shadows of Loki”                                              | B. Tyler                                                       | 2:25                                                           |
| 13.                                                            | „Sword and Council”                                            | B. Tyler                                                       | 3:46                                                           |
| 14.                                                            | „Invasion of Asgard”                                           | B. Tyler                                                       | 2:59                                                           |
| 15.                                                            | „Betrayal”                                                     | B. Tyler                                                       | 4:02                                                           |
| 16.                                                            | „Journey to Asgard”                                            | B. Tyler                                                       | 2:17                                                           |
| 17.                                                            | „Uprising”                                                     | B. Tyler                                                       | 2:35                                                           |
| 18.                                                            | „Vortex”                                                       | B. Tyler                                                       | 2:20                                                           |
| 19.                                                            | „An Unlikely Alliance”                                         | B. Tyler, A. Silvestri                                         | 3:47                                                           |
| 20.                                                            | „Convergence”                                                  | B. Tyler                                                       | 3:42                                                           |
| 21.                                                            | „Beginning of the End”                                         | B. Tyler                                                       | 5:20                                                           |
| 22.                                                            | „Deliverance”                                                  | B. Tyler                                                       | 2:21                                                           |
| 23.                                                            | „Battle Between Worlds”                                        | B. Tyler                                                       | 3:29                                                           |
| 24.                                                            | „As the Hammer Falls”                                          | B. Tyler                                                       | 2:40                                                           |
| 25.                                                            | „Legacy”                                                       | B. Tyler                                                       | 4:08                                                           |
| 26.                                                            | „Marvel Studios Fanfare”                                       | B. Tyler                                                       | 0:29                                                           |
|                                                                |                                                                |                                                                | 1:16:54                                                        |

## Promocja

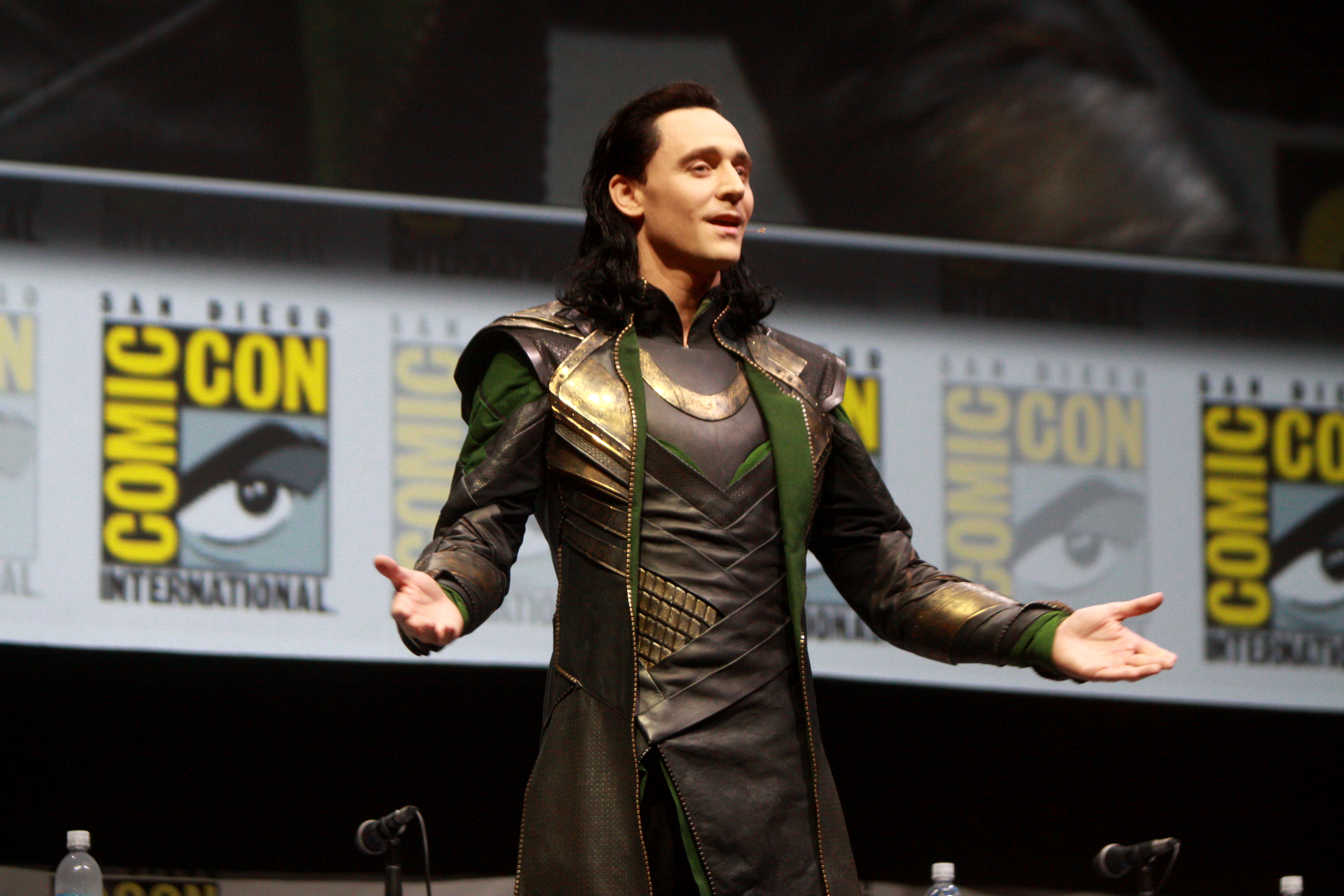
Tom Hiddleston jako Loki podczas San Diego Comic-Conu w 2013 roku

23 kwietnia 2013 roku został zaprezentowany pierwszy zwiastun filmu. W lipcu Tom Hiddleston pojawił się podczas panelu studia na San Diego Comic-Conie w charakteryzacji Lokiego. Publiczności pokazano wtedy również fragmenty filmu. 7 sierpnia zaprezentowano drugi zwiastun filmu. W tym samym miesiącu pokazano kolejne fragmenty filmu podczas D23 Expo, gdzie pojawili się Hiddleston, Natalie Portman i Anthony Hopkins.
31 października Gameloft wydało grę na urządzenia mobilne zatytułowaną Thor: The Dark World – The Official Game. 1 listopada została otworzona w Disneylandzie atrakcja inspirowana filmem, Thor: Treasures of Asgard.
Komiksy powiązane / Przewodniki
5 czerwca i 10 lipca 2013 roku Marvel Comics wydało dwu-zeszytowy komiks powiązany Thor: The Dark World Prelude, za którego scenariusz odpowiadali Christopher Yost i Craig Kyle, a za rysunki Scott Eaton i Ron Lim. W 2017 roku ukazała się adaptacja filmu jako część cztero-zeszytowego komiksu Thor: Ragnarok Prelude.
4 maja 2016 roku został wydany cyfrowo Guidebook to the Marvel Cinematic Universe: Thor: The Dark World, który zawiera fakty dotyczące filmu, porównania do komiksów, oraz informacje produkcyjne . 13 grudnia 2017 roku udostępniono drukiem wydanie zbiorcze, zatytułowane Marvel Cinematic Universe Guidebook: The Good, The Bad, The Guardians, w którym znalazła się także treść tego przewodnika.

## Wydanie

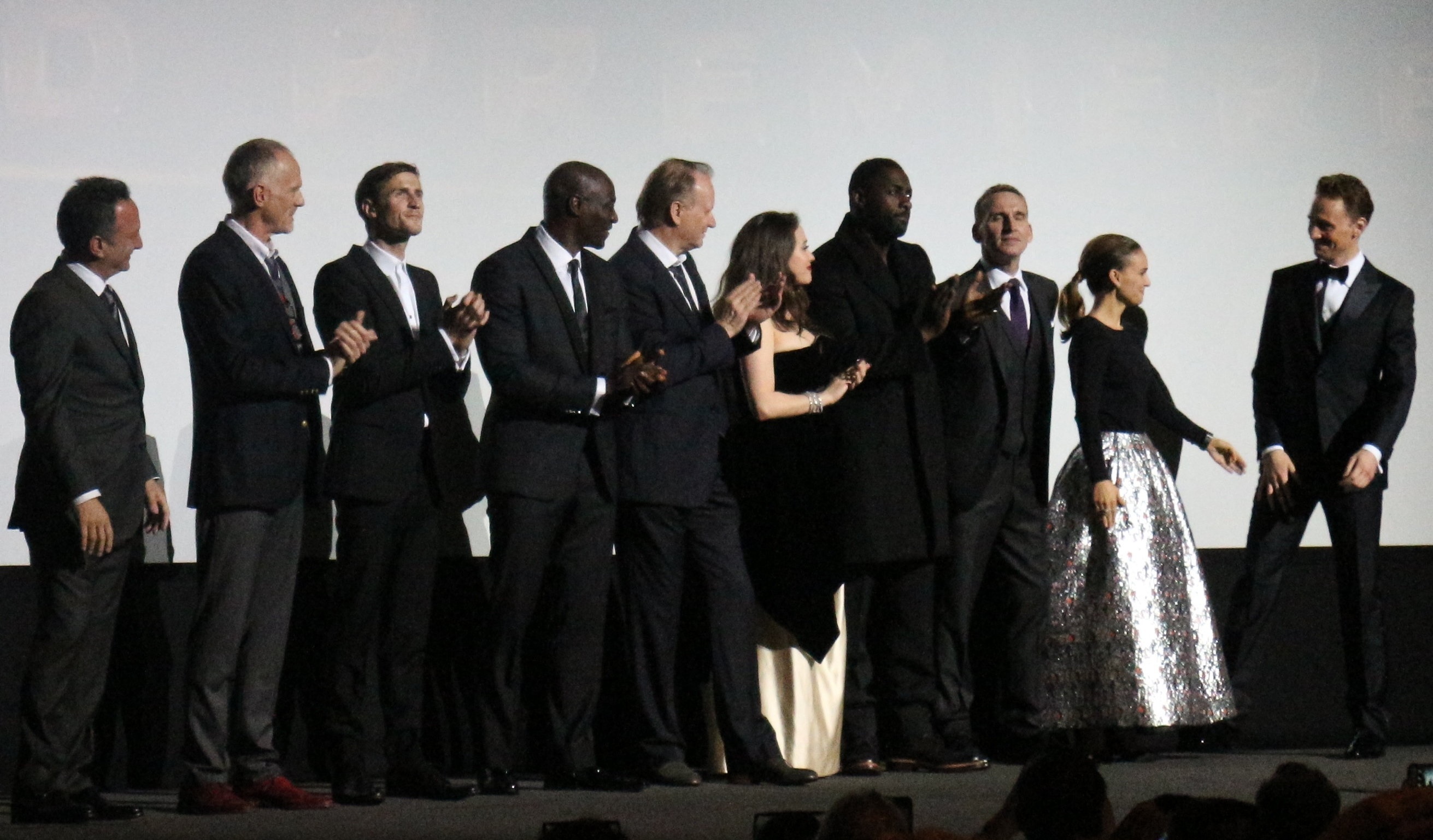
Obsada i twórcy podczas premiery w Londynie

Światowa premiera Thor: Mroczny świat miała miejsce 22 października 2013 roku w Londynie w Odeon Leicester Square. Amerykańska premiera odbyła się 4 listopada w El Capitan Theatre w Los Angeles. W obu wydarzeniach uczestniczyła obsada i ekipa produkcyjna filmu, oraz zaproszeni specjalni goście. Premierom tym towarzyszył czerwony dywan oraz szereg konferencji prasowych.
Film zadebiutował dla szerszej publiczności 30 października, między innymi w Wielkiej Brytanii, Belgii, Korei Południowej i we Francji. Następnego dnia pojawił się w Niemczech, Izraelu, Australii, Nowej Zelandii i w Rosji. 1 listopada zadebiutował między innymi w Brazylii, Meksyku i Turcji. W Stanach Zjednoczonych, Kanadzie, Chinach, Indiach i w Polsce pojawił się 8 listopada. We Włoszech zadebiutował 20 listopada, a w Japonii dostępny był dopiero od 1 lutego 2014 roku.
Początkowo amerykańska data premiery zapowiedziana była na 26 lipca 2013 roku. Później dwukrotnie była ona przesuwana, początkowo na 15 listopada, a następnie przyspieszona o tydzień, na 8 listopada.
Film został wydany cyfrowo w Stanach Zjednoczonych 4 lutego 2014 roku przez Walt Disney Studios Home Entertainment, a 25 lutego tego samego roku na nośnikach DVD i Blu-ray. W Polsce został on wydany 2 grudnia tego samego roku przez Galapagos. Wersja Blu-ray zawiera film krótkometrażowy Niech żyje król (oryg. All Hail the King) z serii Marvel One-Shots, który bezpośrednio nawiązuje do wydarzeń z filmu Iron Man 3.
8 grudnia 2015 roku został wydany również w 13-dyskowej wersji kolekcjonerskiej Marvel Cinematic Universe: Phase Two Collection, która zawiera 6 filmów Fazy Drugiej, a 15 listopada 2019 roku w specjalnej wersji zawierającej 23 filmy franczyzy tworzące The Infinity Saga.

## Odbiór

### Box office
Thor: Mroczny świat mając budżet wynoszący 170 milionów dolarów w pierwszym tygodniu wyświetlania zarobił na świecie ponad 109 milionów dolarów. W Stanach Zjednoczonych i Kanadzie zarobił w weekend otwarcia prawie 86 milionów. Jego łączny przychód z biletów na świecie osiągnął prawie 655 milionów dolarów, z czego w Stanach Zjednoczonych i Kanadzie zarobił ponad 205 milionów.
Do największych rynków należały: Chiny (55,3 miliona), Rosja (35,7 miliona), Brazylia (27,8 miliona), Wielka Brytania (26,2 miliona), Meksyk (23,9 miliona), Francja (22,3 miliona), Korea Południowa (21,1 miliona), Australia (20,5 miliona) i Niemcy (20,4 miliona). W Polsce w weekend otwarcia film zarobił ponad milion dolarów, a w sumie prawie 3,2 miliona.

### Krytyka w mediach
Film spotkał się z przeważnie pozytywną reakcją krytyków. W serwisie Rotten Tomatoes 66% z 282 recenzji uznano za pozytywne, a średnia ocen wystawionych na ich podstawie wyniosła 6,2/10. Na portalu Metacritic średnia ważona ocen z 44 recenzji wyniosła 54 punkty na 100. Natomiast według serwisu CinemaScore, zajmującego się mierzeniem atrakcyjności filmów w Stanach Zjednoczonych, publiczność przyznała mu ocenę A- w skali od F do A+.
Ben Child z „The Guardian” powiedział: „Dzięki imponującej zbiorowej charyzmie Hiddlestona i Hemswortha, Thor: Mroczny świat jest daleki od zabicia tej franczyzy”. Alonso Duralde z „The Wrap” stwierdził, że: „Thor: Mroczny świat dostarcza nieziemskiej akcji, romansu i humoru – przewyższając swojego poprzednika”. Frank Lovece z Film Journal International napisał: „Czy to źle, że najlepszą relacją w Thor: Mroczny świat jest ta pomiędzy tytułowym nordyckim bogiem – superbohaterem, a jego adoptowanym bratem Lokim? Nie ujmując zwyciężczyni Oskara, (...) jest to komplikacja miłości i nienawiści pomiędzy Thorem, a przebiegłym bogiem Lokim, od której nie można oderwać oczu”. Leslie Felperin z „The Hollywood Reporter” napisał: „Mając projekt tak mocno nadzorowany przez jego studio, trudno powiedzieć, ile reżyserowi Alanowi Taylorowi należy przypisać lub go winić za końcowy rezultat”. Justin Chang z „Variety” stwierdził: „ta czerstwa, bezosobowa wizytówka z efektami wizualnymi okazuje się wystarczająco prężna i bezpretensjonalna, aby zrównoważyć gulasz z innych pochodnych elementów fantasy / akcji”. Jeannette Catsoulis z „The New York Times” napisała: „sceny bitewne są równie pozbawione ciepła i spójności, jak główna historia miłosna”.
Bartosz Tomaszewski z Movies Room stwierdził: „Jak na tego typu produkcję, ta nawet trzyma się kupy. Z tym, że kto tu się przejmuje ewentualnymi nieścisłościami fabularnym? Tu liczy się dobra zabawa. A takiej Thor: Mroczny Świat nawet potrafi dostarczyć”. Łukasz Muszyński z portalu Filmweb napisał: „Pod względem tempa akcji oraz rozmachu Mroczny świat nie odstaje od standardu wyznaczonego przez Marvela w poprzednich produkcjach. Fabularne przestoje zdarzają się tu rzadko i zaostrzają tylko apetyt na kolejne sceny ekranowej rozwałki”. Łukasz Rojgosz z tygodnika „Newsweek” stwierdził: „Niestety, sam Loki, postać jedynie drugoplanowa, to zdecydowanie za mało, aby pociągnąć cały film. Dlatego oglądając nowego „Thora” aż ma się ochotę krzyknąć z oburzenia: na Odyna!”. Kamil Śmiałkowski z serwisu Stopklatka.pl napisał: „... oto Marvel dał nam kolejne dwie godziny dobrej komiksowej rozrywki. Warto ten film zobaczyć dla świetnego Lokiego, dla nowatorsko pokazanych elfów, dla kilku niezłych ról drugoplanowych (ja np. jako fan sitcomu Dwie spłukane dziewczyny ucieszyłem się widząc Kat Dennings grającą właściwie taki sam charakter). Ale Rene Russo, Stellan Skarsgard czy Ray Stevenson też dobrze sobie radzą. Choć muszę przyznać, że na wielką i nieoczekiwaną gwiazdą tego filmu wyrasta Mjornir – młot Thora. Dlaczego? A to już musicie sami zobaczyć. Warto”.

### Nominacje
| Rok                    | Ceremonia                                               | Kategoria                                           | Nominowani | Rezultat | Przypis |
| ---------------------- | ------------------------------------------------------- | --------------------------------------------------- | ---------- | -------- | ------- |
| 2014                   |                                                         |                                                     |            |          |         |
| People’s Choice Awards | Ulubiony film z końca roku                              | Thor: Mroczny świat                                 | Nominacja  | [ 90 ]   |         |
| ABFF Hollywood Awards  | Artysta roku                                            | Idris Elba                                          | Nominacja  | [ 91 ]   |         |
| Empire Awards          | Najlepszy aktor drugoplanowy                            | Tom Hiddleston                                      | Nominacja  | [ 92 ]   |         |
| Saturn Awards          | Najlepsza adaptacja komiksu                             | Thor: Mroczny świat                                 | Nominacja  | [ 93 ]   |         |
| Saturn Awards          | Najlepszy aktor drugoplanowy                            | Tom Hiddleston                                      | Nominacja  | [ 93 ]   |         |
| Saturn Awards          | Najlepsze kostiumy                                      | Wendy Partridge                                     | Nominacja  | [ 93 ]   |         |
| Saturn Awards          | Najlepsza charakteryzacja                               | Karen Cohen, David White, Elizabeth Yianni-Georgiou | Nominacja  | [ 93 ]   |         |
| Saturn Awards          | Najlepsze efekty specjalne                              | Jake Morrison, Paul Corbould, Mark Breakspear       | Nominacja  | [ 93 ]   |         |
| MTV Movie Awards       | Najlepszy występ bez koszuli                            | Chris Hemsworth                                     | Nominacja  | [ 94 ]   |         |
| MTV Movie Awards       | Najlepszy bohater                                       | Chris Hemsworth                                     | Nominacja  | [ 94 ]   |         |
| MTV Movie Awards       | Ulubiona postać                                         | Tom Hiddleston                                      | Nominacja  | [ 94 ]   |         |
| BET Awards             | Najlepszy aktor                                         | Idris Elba                                          | Nominacja  | [ 95 ]   |         |
| Teen Choice Awards     | Ulubiony film fantasy / fantastycznonaukowy             | Thor: Mroczny świat                                 | Nominacja  | [ 96 ]   |         |
| Teen Choice Awards     | Ulubiony aktor w filmie fantastycznonaukowy / fantasy   | Chris Hemsworth                                     | Nominacja  | [ 96 ]   |         |
| Teen Choice Awards     | Ulubiona aktorka w filmie fantastycznonaukowy / fantasy | Natalie Portman                                     | Nominacja  | [ 96 ]   |         |

## Kontynuacje
W październiku 2013 roku Kevin Feige poinformował, że planowana jest kontynuacja. Thor: Ragnarok został oficjalnie potwierdzony w październiku 2014 roku. W październiku 2015 ujawniono, że Taika Waititi został zatrudniony na stanowisko reżysera filmu. Scenariusz napisali Eric Pearson, Craig Kyle i Christopher Yost. Film miał premierę w 2017 roku. W tytułowej roli powrócił Chris Hemsworth, a obok niego w rolach głównych wystąpili: Tom Hiddleston, Cate Blanchett, Idris Elba, Jeff Goldblum, Tessa Thompson, Karl Urban, Mark Ruffalo i Anthony Hopkins.
W lipcu 2019 roku poinformowano, że Waititi zajmie się reżyserią czwartej części. W tym samym miesiącu Feige oficjalnie zapowiedział Thor: Miłość i grom. Waititi odpowiadał również za jego scenariusz. Film miał premierę w 2022 roku. W tytułowej roli powrócił ponownie Hemsworth, a obok niego w głównych rolach wystąpili: Thompson, Portman, Alexander, Christian Bale i Russell Crowe.
Hemsworth ponadto zagrał Thora w filmach Avengers: Czas Ultrona z 2015, Avengers: Wojna bez granic z 2018 i Avengers: Koniec gry z 2019.